# Łodosie
Łodosie (biał. Лодасі; ros. Лодоси) – wieś na Białorusi, w obwodzie witebskim, w rejonie postawskim, w sielsowiecie Komaje.

## Historia
W czasach zaborów wieś w gminie Komaje, w powiecie święciańskim Imperium Rosyjskiego. W 1905 roku liczyła 239 mieszkańców, 229 dziesięciny.
W dwudziestoleciu międzywojennym wieś leżała w Polsce, w województwie wileńskim, w powiecie święciańskim, w gminie Komaje.
W 1931 w 33 domach zamieszkiwało 161 osób.
W wyniku napaści ZSRR na Polskę we wrześniu 1939 miejscowość znalazła się pod okupacją sowiecką. 2 listopada została włączona do Białoruskiej SRR. Od czerwca 1941 roku pod okupacją niemiecką. W 1944 miejscowość została ponownie zajęta przez wojska sowieckie i włączona do Białoruskiej SRR.